# Milo von Minden
Milo von Minden († um 996) war von 969 bis 996 Bischof von Minden.

## Leben
Milo von Minden wurde 969 durch den Kaiser Otto II. zum Bischof von Minden ernannt, nachdem er wahrscheinlich in Köln als Kanoniker tätig gewesen war.
974 schenkte der Priester Nandrot Lübbecke und Umgebung dem Bistum. Im März 977 verlieh der Kaiser dem Bischof auf sein Bitten das Münz-, Markt- und Zollrecht. Da Minden an einem Weserübergang liegt, ergaben sich daraus erhebliche Einnahmen, die der Bischof zum Wiederaufbau des Domes und der Siedlung nach einem Brand verwendete.
991 nahm Milo von Minden am Feldzug gegen die Slawen von Bernhard I. teil.
Um 992 gründete Milo in der Nähe der Wittekindsburg das Benediktinerinnenkloster Wittekindsberg, welches 993 vom späteren Kaiser Otto III. unter besonderen Schutz gestellt wurde. Um 1000 wurde es nach Minden verlegt. Noch heute sind die Grundmauern der alten Klosterkirche als Bodendenkmal erhalten.